# Viva Santana!
Viva Santana! é um álbum dos melhores êxitos lançada em agosto de 1988 pela banda americana Santana, apresentando alguns sucessos provenientes das duas primeiras décadas de atividade do grupo, além de várias canções não lançadas anteriormente, ao vivo em sua maioria. O álbum alcançou a 142ª colocação na parada musical The Billboard 200.

## Faixas

### Disco um
1. "Everybody's Everything" (Live) – 3:31
2. "Black Magic Woman/Gypsy Queen" (1988 Remix) – 5:21
3. "Guajira" (1988 Remix) – 5:38
4. "Jungle Strut" (Live in Montreux, 1971) – 5:30
5. "Ballin'" (Previously Unreleased Studio Track 1967) – 6:26
6. "Jingo" (1988 Remix) – 4:14
7. "Bambara" (Previously Unreleased Zebop Outtake 1980) – 1:27
8. "Angel Negro" (Previously Unreleased Shango Rehearsal 1982) – 4:13
9. "Incident At Neshabur" (Live at the Fillmore West, 1971) - 5:31
10. "Just Let the Music Speak" (Previously Unreleased Freedom Outtake 1986) – 4:39
11. "Super Boogie/Hong Kong Blues" (Previously Unreleased Live 1985) – 12:26
12. "Song Of The Wind" (Live) - 5:02
13. "Abi Cama" (Live in Paris, April 1983) – 1:49
14. "Vilato" (Live in Paris, April 1983) – 0:44
15. "Paris Finale" (Live in Paris, April 1983) – 3:37

### Disco dois
1. "Brotherhood" (Live 1985) – 4:21
2. "Open Invitation" (Live in San Francisco 1985) – 6:21
3. "Aqua Marine" (Live) - 6:47
4. "Dance Sister Dance (Baila Mi Hermana)" (Live at California Jam II, Ontario, California 1978) – 6:38
5. "Europa (Earth's Cry Heaven's Smile)" (Live in Japan 1979) – 7:11
6. "Peraza I" (Previously Unreleased Rehearsal Jam 1985) – 2:41
7. "She's Not There" (Live 1985) – 4:21
8. "Bambele" (Previously Unreleased Live at Winterland 1973) – 2:50
9. "Evil Ways" (Original Version) – 3:54
10. "Daughter of the Night" (Havana Moon Rehearsal 1982) – 4:50
11. "Peraza II" (Previously Unreleased Rehearsal Jam 1985) – 1:25
12. "Black Magic Woman/Gypsy Woman" (Live in Montreal 1982) – 6:24
13. "Oye Como Va" (Live in Montreal 1982) – 4:13
14. "Persuasion" (Original Version) – 2:51
15. "Soul Sacrifice" (Live at Woodstock 1969) – 8:49